# 김영훈 (야구 선수)
김영훈 (金泳勳, 1989년 3월 24일 ~ )은 KBO 리그 전 내야수이다.

## 출신 학교
- 상탑초등학교
- 성일중학교
- 성남서고등학교
- 고려대학교 사범대 체육교육학과 졸업